# Sébazac-Concourès
Sébazac-Concourès är en kommun i departementet Aveyron i regionen Occitanien i södra Frankrike. Kommunen ligger  i kantonen Rodez-Nord som ligger i arrondissementet Rodez. År 2022 hade Sébazac-Concourès 3 266 invånare.

## Befolkningsutveckling
Antalet invånare i kommunen Sébazac-Concourès
Referens: INSEE